# Дејвид Линч
Дејвид Кит Линч (енгл. David Keith Lynch; Мизула, 20. јануар 1946 — Лос Анђелес, 15. јануар 2025) био је амерички редитељ, сценариста, сликар, визуелни уметник, музичар и глумац.

## Биографија
Дјетињство Дејвида Линча обележиле су константне селидбе по различитим државама САД, јер се његов отац, научни истраживач по професији, често селио због посла. Искуство у једној насилној четврти Филаделфије надахњује његов први дугометражни филм 1977. године, под насловом Глава за брисање. Филм убрзо купује Бен Баренхолц (Ben Barenholtz), један од главних америчких дистрибутера алтерантивних и андерграунд филмских остварења. Од тог тренутка филм се приказује у биоскопима Њујорка, Лос Анђелеса и Сан Франциска, претварајући се убрзо у култни филм љубитеља подземне и алтернативне кинематографије. Редитељ Стенли Кјубрик је изјавио да му је Eraserhead омиљени филм и пуштао га је члановима своје филмске екипе.
Серија Твин Пикс спада у Линчове највеће пројекте и има статус култне серије.

## Уметнички стил
Филмове Дејвида Линча карактерише надреалистички приступ, односно специфичан аранжман секвенци на граници сна и јаве и које се често преклапају, тако да је тешко раздвојити реалност од иреалног. Музика у његовим филмовима је веома пажљиво изабрана и често креирана за сваки филм. Сам Линч је описао своје стваралаштво као интуитивно истраживање нашег „другог ја“, наших снова, страховања и предрасуда, која нису очигледна на први поглед. Интуицију дефинише као интегрални склоп интелекта и емоције, размишљања и осјећања.

## Филмографија
- 1966. Six figures getting sick
- 1968. The Alphabet
- 1970. The Grandmother
- 1977. Глава за брисање
- 1980. Човек слон
- 1984. Дина
- 1986. Плави сомот
- 1990. Дивљи у срцу
- 1992. Твин Пикс: Ватро, ходај са мном
- 1997. Изгубљени ауто-пут
- 1999. Стрејтова прича
- 2001. Булевар звезда
- 2006. Унутрашње царство
- 2012. Meditation, Creativity, Peace
- 2014. Twin Peaks: The Missing Pieces